# Simone Melchior
Pour les articles homonymes, voir Melchior et Cousteau.
 (octobre 2012).
Si vous disposez d'ouvrages ou d'articles de référence ou si vous connaissez des sites web de qualité traitant du thème abordé ici, merci de compléter l'article en donnant les références utiles à sa vérifiabilité et en les liant à la section « Notes et références ».
Simone Melchior ou Simone Melchior Cousteau (1919-1990) est une exploratrice et océanographe française. Elle est la première femme à plonger avec un scaphandre Cousteau-Gagnan. Épouse et collaboratrice de Jacques-Yves Cousteau, elle participe à ses côtés à la plupart des aventures sous-marines, sans toutefois jamais apparaître dans la série L'Odyssée sous-marine de l'équipe Cousteau.

## Biographie
Simone est née le 19 janvier 1919 à Toulon. Son père Henri Melchior et ses deux grands-pères paternel, Jules Melchior (1844-1908) et maternel, Jean Baehme sont amiraux dans la marine française. Sa mère, Marguerite Melchior, de manière affectueuse se faisait appeler Guitte. Elle a deux frères : Maurice, et son faux-jumeau, Michel.
Simone rencontre son futur mari durant une fête en 1937. Il est officier de marine, a 27 ans et elle, 18. Ils se marient à Saint-Louis-des-Invalides, à Paris, le 12 juillet 1937.
Après une lune de miel en Suisse et en Italie, le couple s'installe au Mourillon, un quartier de bord de mer à Toulon, près du port. Ils ont deux enfants, Jean-Michel né le 6 mai 1938 et Philippe né le 30 décembre 1940.
Appelée respectueusement « La Bergère » par l'équipage de la Calypso, elle a sa cabine personnelle et accompagne généralement son mari lors de ses voyages et explorations à travers le monde. Elle lui permet de tenir financièrement afin qu'il puisse faire réaliser son scaphandre autonome et faire entretenir et réparer la Calypso. Elle n'apparaît cependant jamais à l'image dans les reportages et films de la série L'Odyssée sous-marine de l'équipe Cousteau.
Simone Melchior décède à Monaco le 1er décembre 1990 des suites d'un cancer de la peau.

## Dans la fiction
Audrey Tautou incarne Simone Melchior dans L'Odyssée de Jérôme Salle, sorti en salle en France le 12 octobre 2016. Le film raconte toute l'histoire de la famille Cousteau, jusqu'au décès de Philippe dans un accident d'hydravion au Portugal.